# Лихачёв, Яков Иванович
Яков Иванович Лихачёв (1766—1821) — российский командир эпохи наполеоновских войн, генерал-майор Русской императорской армии.

## Биография
Яков Лихачёв родился в 1766 году. Происходил из дворянского рода — сын статского советника Ивана Васильевича Лихачёва (ум. 1770).
В 1785 году в чине подпрапрощика был зачислен Семёновский лейб-гвардии полк, а 1 января 1788 года стал сержантом.
Сражался в Русско-шведской войне 1788—1790 гг. и принимал участие в польских событиях 1792 года, где за Битву под Зеленцами получил золотую шпагу «За храбрость».
7 апреля 1799 года Лихачёв был удостоен чина полковника, а 27 мая 1800 года произведён в генерал-майоры и назначен шефом Суздальского мушкетёрского полка; уже на следующий день награждён за «особливое усердие к службе, оказанное вами при прогнании от пределов Империи Нашей Кабардинского владельца Адиль Гирея…» почетным командором ордена Святого Иоанна Иерусалимского.
12 января 1801 года вернувшись в лейб-гвардии Семёновский полк стал командиром батальона. 
С 27 мая 1800 года  по 12 января 1801 года – шеф Суздальского мушкетерского полка.
С 11 мая 1804 года занял должность шефа Тобольского мушкетерского полка, а 4 ноября того же года вышел в отставку.
После вторжения Наполеона в пределы Российской империи Лихачёв принял участие в ряде битв Отечественной войны 1812 года, командуя в Ярославском ополчении пешими полками.
После изгнания неприятеля из России принял участие в заграничном походе русской армии, за отличие в котором был награждён орденом Св. Владимира 3-й степени.
В сентябре 1814 года Лихачёв вернулся из-за границы и уже в ноябре того же года вышел в отставку.
Яков Иванович Лихачёв умер в 1821 году.

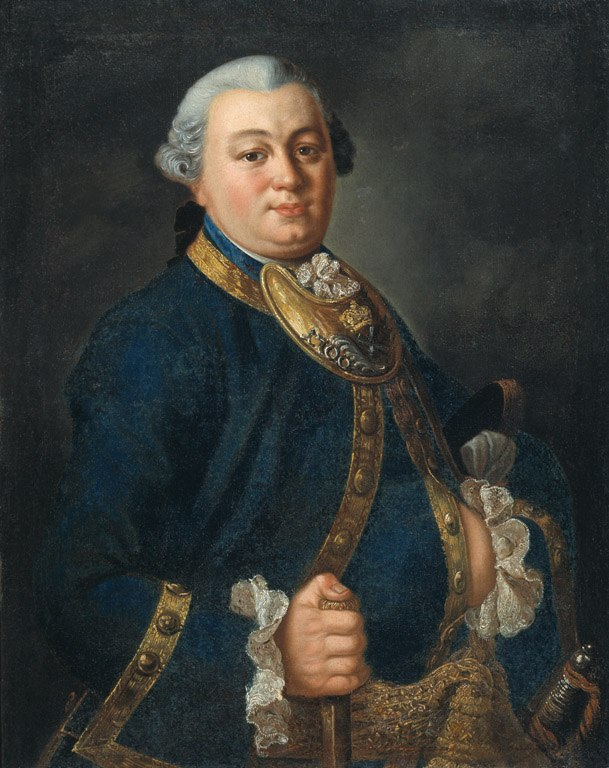
Иван Васильевич Лихачёв, отец. Портрет работы А. Чащина, 1769 г.
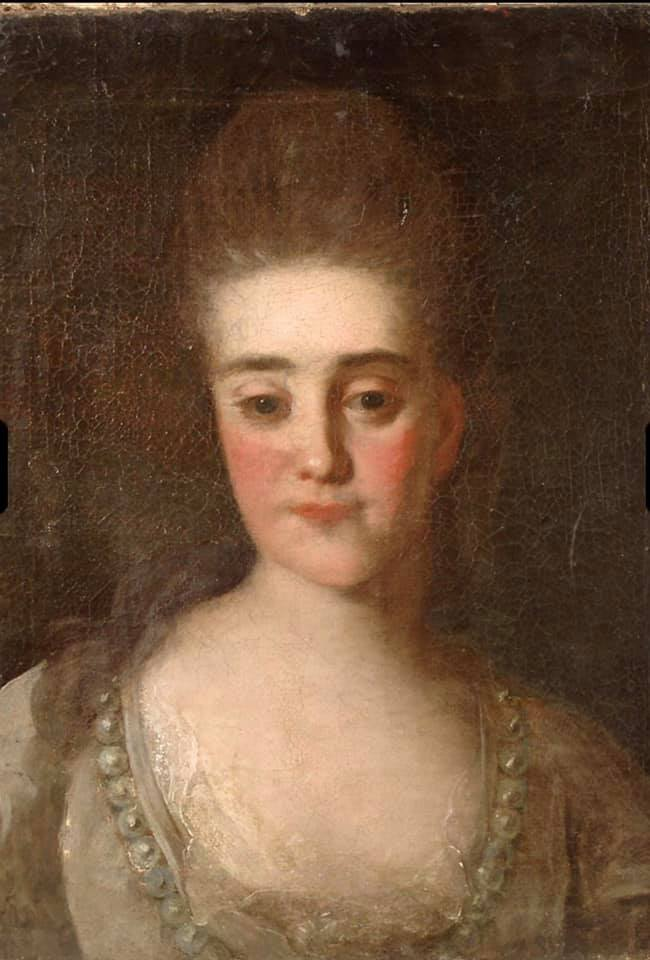
Елизавета Петровна Лихачёва, мать. Портрет работы неизвестного художника, 1772 г.
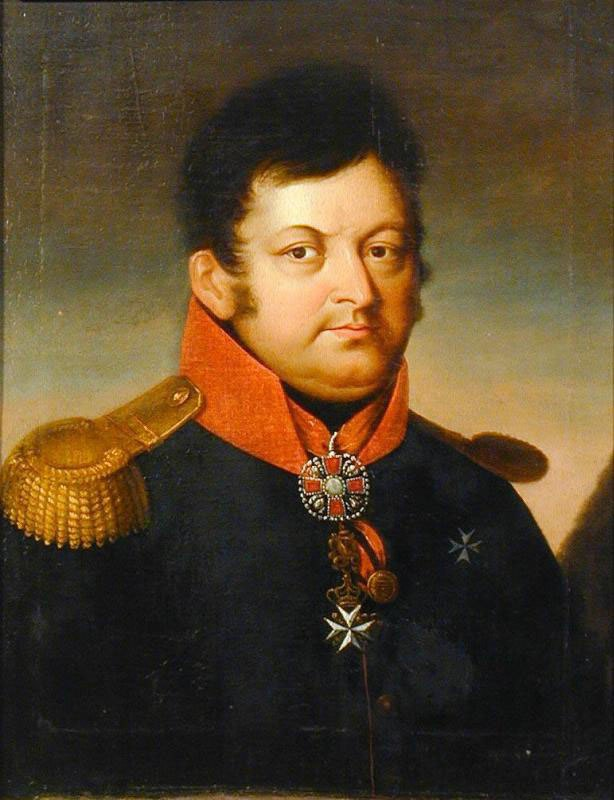
Яков Иванович Лихачёв. Портрет работы неизвестного художника, 1807 г.